# American Football (album, 1999)
Pour les articles homonymes, voir American Football.
 (septembre 2019).
Albums de American Football
American Football
(2016)
American Football est le premier album du groupe de rock américain American Football.
Enregistré peu de temps avant la dissolution du groupe, il est aujourd'hui considéré comme un des albums les plus significatifs et importants du genre de l'emo. En 2017, le magazine Rolling Stone le classe en 6e place de son classement des "40 meilleurs albums emo de tous les temps".
Une réédition de l'album fut éditée par Polyvinyl en 2014, à l'occasion de son quinzième anniversaire. Cette réédition atteint alors la soixante-huitième place du Billboard 200.

## Pochette
La maison présente sur la pochette se situe à Urbana dans l'Illinois, non loin de l'Université de l'Illinois, où Mike Kinsella étudiait,.

## Liste des chansons
| No | Titre                                         | Durée |
| -- | --------------------------------------------- | ----- |
| 1. | Never Meant                                   | 4:28  |
| 2. | The Summer Ends                               | 4:46  |
| 3. | Honestly?                                     | 6:10  |
| 4. | For Sure                                      | 3:16  |
| 5. | You Know I Should Be Leaving Soon             | 3:42  |
| 6. | But the Regrets are Killing Me                | 3:54  |
| 7. | I'll See You When We're Both Not So Emotional | 3:42  |
| 8. | Stay Home                                     | 8:10  |
| 9. | The One with the Wurlitzer                    | 2:43  |

## Membres
- Mike Kinsella – chant, guitare, basse
- Steve Holmes – guitare, Wurlitzer
- Steve Lamos – batterie, percussions, trompette